# Чуперчениј Веки (Долж)
Чуперчениј Веки (рум. Ciupercenii Vechi) насеље је у Румунији у жупанији Долж у граду Калафат. Место се налази на надморској висини од 38 m.

## Становништво
Према подацима из 2002. године у насељу је живело 2524 становника.

### Попис2002.
| Расподела становништва по националности 2002.‍ | Расподела становништва по националности 2002.‍ | Расподела становништва по националности 2002.‍ | Расподела становништва по националности 2002.‍ | Расподела становништва по националности 2002.‍ |
| --------------------------------------------- | --------------------------------------------- | --------------------------------------------- | --------------------------------------------- | --------------------------------------------- |
|                                               |                                               |                                               |                                               |                                               |
| Румуни                                        | Румуни                                        |                                               | 2.519                                         | 99,8%                                         |
| Роми                                          | Роми                                          |                                               | 5                                             | 0,2%                                          |